# Rosta
Rosta ist eine Gemeinde in der italienischen Metropolitanstadt Turin (TO), Region Piemont.

## Lage und Einwohner
Der Ort liegt auf halber Strecke zwischen Rivoli und Avigliana, 22 km westlich von Turin entfernt auf einer Höhe zwischen 322 m und 522 m über dem Meeresspiegel. Das Gemeindegebiet umfasst eine Fläche von 9 km² und hat 5100 Einwohner (Stand 31. Dezember 2023). In den letzten fünfzig Jahren, von 1971 bis heute, hat sich die Wohnbevölkerung verdreifacht.
Die Nachbargemeinden sind Caselette, Rivoli, Buttigliera Alta, Reano und Villarbasse.

### Bevölkerungsentwicklung

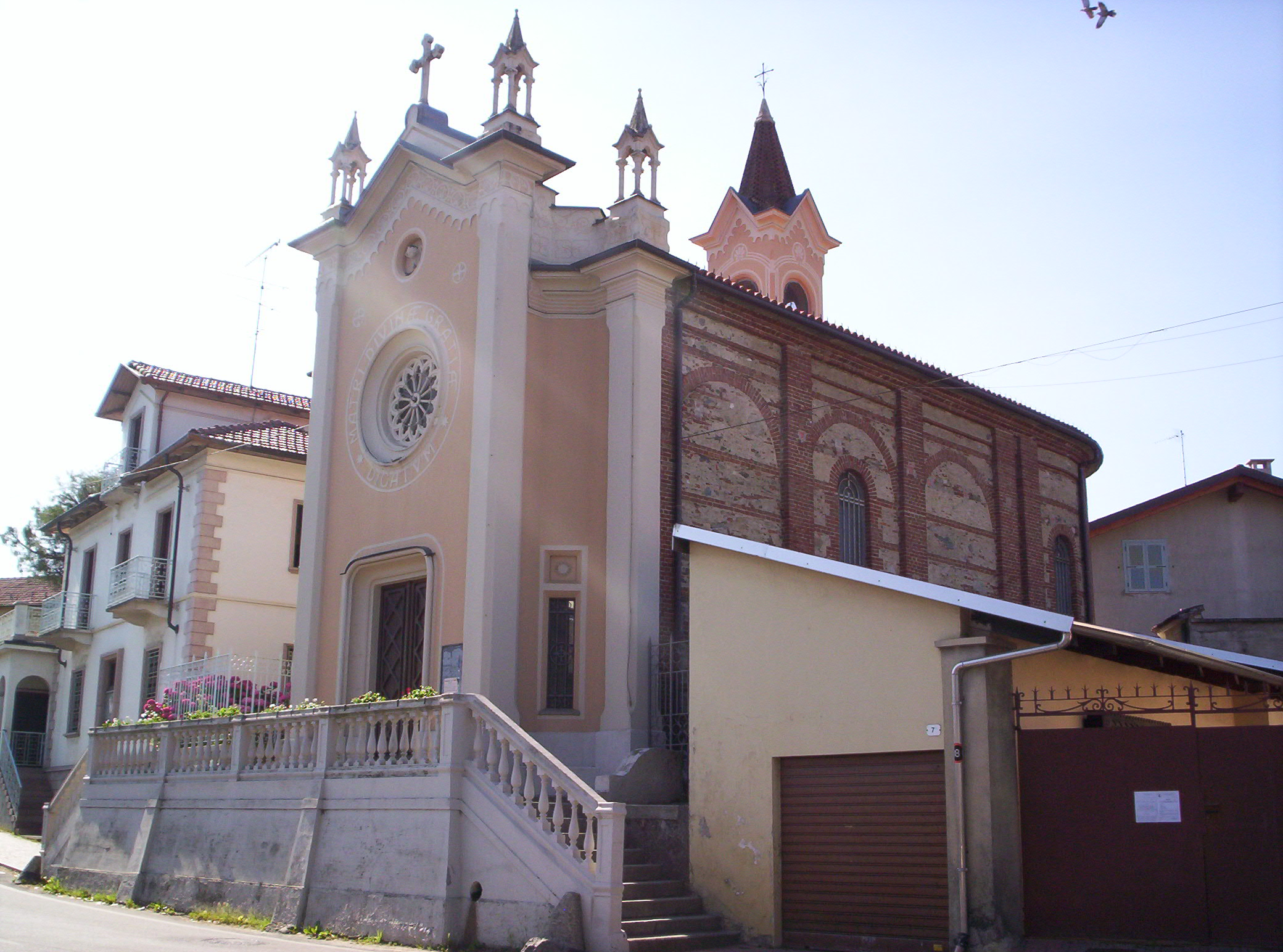
Kirche Santa Maria in Rosta

## Partnergemeinden
- Bojnice
- Bale

## Persönlichkeit
- Fabio Basile (* 1994), Judoka und Olympiasieger

## Einzelnachweis
1. ↑  Bilancio demografico e popolazione residente per sesso al 31 dicembre 2023. ISTAT. (Bevölkerungsstatistiken des Istituto Nazionale di Statistica, Stand 31. Dezember 2023).